# Rudolfove tablice
Tablice Rudolfina (la. Tabulae Rudolphinae) sastoje se od zvjezdanog kataloga i planetarnih tablica koje je Johannes Kepler objavio 1627., koristeći podatke promatranja koje je prikupio Tycho Brahe (1546. – 1601.). Stolovi su nazvani u spomen na Rudolfa II., koji je uposlio Brahea i Keplera da rade na tablicama. Glavna svrha Rudolphinih tablica bila je omogućiti izračunavanje položaja tada poznatih planeta Sunčevog sustava, a bile su znatno precizniji od ranijih sličnih tablica.

## Prethodne tablice
Zvjezdane tablice proizvodili su se stoljećima i koristili su se za utvrđivanje položaja planeta u odnosu na nepomične zvijezde (posebno dvanaest zviježđa koja se koriste u astrologiji) na određeni datum kako bi se izradili horoskopi. Do kraja 16. stoljeća najviše su se koristili Tablice Alphonsine, prvi put napisane u 13. stoljeću, te redovito ažurirane nakon toga. Temeljili su se na ptolomejskom, geocentričnom modelu Sunčevog sustava. Iako tablice Alphonsine nisu bile vrlo točne, ništa drugo nije bilo dostupno pa su se nastavile koristiti.
Godine 1551., nakon što je Nikola Kopernik objavio De revolutionibus orbium coelestium, Erasmus Reinhold je izradio Prutenske tablice temeljene na heliocentričnom modelu Sunčevog sustava, ali one nisu bile točnije od ranijih tablica.

## Temeljna zapažanja i događaji prije objavljivanja
Promatranja koja su u osnovi tablica Rudolphine proveli su Tycho Brahe i njegov tim. Braheova su mjerenja bila mnogo točnija od onih koja su bila dostupna prije. Radio je sa složenim instrumentima kako bi odredio precizan položaj planeta i zvijezda na nebu, ali nije imao teleskop.
Brahea je podržavao danski kralj Fridrik II., a u periodu 1576. – 1596. je sagradio zvjezdarnicu na otoku Ven. Kad je kralj umro, Brahe se preselio u Prag i postao službeni carski astronom cara Rudolfa II. Tamo mu se 1600. pridružio Kepler, a Rudolf ih je uputio da objave tablice. Dok je Tycho Brahe favorizirao geo-heliocentrični model Sunčevog sustava u kojem se Sunce i Mjesec okreću oko Zemlje, a planeti oko Sunca, Kepler se zalagao za kopernikanski heliocentrični model.
Kad je Tycho Brahe umro 1601., Kepler je postao službeni carski matematičar. Proučavajući Braheove podatke otkrio je svoja tri zakona gibanja planeta koje je objavio 1609. i 1619. godine. Car Rudolf je umro 1612., a Kepler je napustio Prag.

## Sastavljanje i objavljivanje
Tablice su iščekivane godinama, a molbe za njezino objavljivanje dolazile su i iz Indije i isusovačkih misionara u Kini.:str. 376. Osim vanjskih prepreka, sam Kepler se suzdržao od tako monumentalnog pothvata koji je uključivao beskrajne zamorne proračune. U pismu jednom venecijanskom dopisniku, nestrpljivo se raspitujući za tablicama, napisao je: "Preklinjem vas, prijatelji moji, ne osuđujte me potpuno na mlin matematičkih izračunavanja i ostavite mi vremena za filozofske spekulacije koje su moj jedini užitak".:str. 376. Konačno su dovršene  krajem 1623.
U svojim pokušajima financiranja tiskanje tablica, Kepler je započeo potraživanjem zaostalih dugova koje mu duguje Rudolph. S Carskog dvora u Beču poslan je u još tri grada na koje je dug prebačen. Nakon godinu dana lutanja zemljom, na kraju je uspio sakupiti 2000 florina (od 6299 koliko mu duguje), što je bilo dovoljno da plati papir. Tiskanje je platio iz vlastitog džepa. Prvotno je trebao biti tiskan u Linzu, gdje je tada boravio, ali kaos Tridesetogodišnjeg rata (najprije garnizon vojnika u gradu, a potom opsada pobunjenog seljaštva, koja je zamalo rezultirala spaljivanje rukopisa) nagnalo ga je da ode. Ponovno je započeo poduzeće u Ulmu. Tamo je, nakon mnogih svađa s tiskarom Jonasom Saurom, prvo izdanje od tisuću primjeraka dovršeno u rujnu 1627., na vrijeme za godišnju izložbu knjiga na sajmu u Frankfurtu.:str. 377.-379.
Dok je objavljivao Rudolphine tablice, Kepler je bio pod teškim pritiskom da se bori protiv brojnih Tychoovih rođaka. Tijekom procesa objavljivanja ti su rođaci opetovano pokušavali dobiti kontrolu nad opažanjima i dobiti od objave tablica.
Tycho je namjeravao posvetiti tablice caru Rudolfu II., ali do 1627., kada su tablice objavljene, Rudolf II je bio mrtav već 15 godina, pa su umjesto toga tablice bile posvećene caru Ferdinandu II., ali su nazvane po Rudolphu II.

## Sadržaj
Knjiga, napisana na latinskom, sadrži tablice za položaje 1.005 zvijezda koje je izmjerio Tycho Brahe, te više od 400 zvijezda iz Ptolomeja i Johanna Bayera, s uputama i tablicama za lociranje Mjeseca i planeta Sunčevog sustava. Uključene su tablice funkcija logaritama (koristan računski alat koji je 1614. godine opisao John Napier) i antilogaritmi te poučni primjeri za izračunavanje položaja planeta.
Za većinu zvijezda ove su tablice bile točne unutar jedne lučne minute i uključivale su korektivne faktore za atmosfersku refrakciju.
Bila je uključena i karta svijeta. Svitak na donjoj lijevoj ploči karte ispisan je uputama kako se pomoću karte izračunava zemljopisna dužina: stoji da je promatranjem ruba Mjesečevog diska u odnosu na poznatu zvijezdu ili pomrčinu Mjeseca moguće izračunati zemljopisnu dužinu na mjestu promatranja izračunavanjem lokalnog vremena i usporedbom s vremenom navedenim u tablicama. U tu je svrhu Kepleru trebala njegova karta što je moguće ažurnija, a izvanredna je po tome što je jedan od prvih koji je pokazao nizozemska otkrića zapadne obale Australije, Eendracht Land i Dedels Land; ovaj je podatak očito preuzet iz Nova Totius Terrarum Orbis Geographica ac Hydrographica Tabula autora Jodocusa Hondiusa II, objavljen u Amsterdamu 1625. Hondius je svoje geografsko znanje o Australiji izveo iz neobjavljene karte Indijskog oceana iz 1622. koju je napisao Hessel Gerritz. Vremenska ljestvica duž ekvatora na Keplerovoj karti označava sate koje treba dodati ili oduzeti za određivanje zemljopisne dužine (jedan sat jednak je 15° zemljopisne dužine).

## Uporaba tablica
Tablice su bile dovoljno točne za predviđanje tranzita Merkura koje je promatrao Pierre Gassendi 1631. i tranzita Venere kojeg je promatrao Jeremiah Horrox 1639.
Adam Schall von Bell, isusovac u Kini, iskoristio je tablice kako bi dovršio reformu kineskog kalendara 1635.

## Vanjske poveznice
|  | Zajednički poslužitelj ima još gradiva o temi Rudolfove tablice |

- Universitätsbibliothek Kiel – Digiport: Tabulæ Rudolphinæ - Bartsch version from 1627, with appendices on Schiller's Christian constellations and Bartsch'es own constellation innovations.
- Tabulæ Rudolphinæ  Arhivirana inačica izvorne stranice od 24. rujna 2021. (Wayback Machine) from the NOAA Central Library, in PDF and TIFF formats.
- Johannes Kepler, Tabulæ Rudolphinæ archive.org, frontispiece, world map, first half is explanation, second half is tables
- Tabvlæ Rudolphinæ qvibvs astronomicæ scientiæ ... Typis J. Saurii, 1627. From the Rare Book and Special Collections Division at the Library of Congress